# The Scholar
The Scholar è un cortometraggio muto del 1918 diretto da Arvid E. Gillstrom.
Uscì nelle sale il 15 marzo 1918.

## Produzione
Il film fu prodotto dalla King Bee Studios.

## Distribuzione
Nel 2005 fu distribuito in DVD dalla Looser Than Loose Publishing.